# Heinrich Schmidt (Politiker, 1876)
Heinrich Hermann Schmidt (* 16. Juni 1876 in Eisemroth; † 14. September 1931 ebenda) war ein deutscher Unternehmer und Bürgermeister sowie Mitglied des Provinziallandtages der Provinz Hessen-Nassau.

## Leben
Heinrich Schmidt wurde als Sohn des Postagenten Heinrich-Peter Schmidt (1841–1912) und dessen Ehefrau Karoline Ritter (* 1842) geboren und besaß in seinem Heimatort ein Baugeschäft.
Er betätigte sich politisch, war Mitglied der Deutschen Demokratischen Partei und über Jahre hinweg Bürgermeister in Eisemroth.
In dieser Funktion erhielt er 1920 ein Mandat für den Nassauischen Kommunallandtag des preußischen Regierungsbezirks Wiesbaden bzw. für den Provinziallandtag der Provinz Hessen-Nassau.